# Ambassis elongata
Ambassis elongata là một loài cá nước ngọt thuộc họ Ambassidae. Nó là loài đặc hữu của Úc, phân bố hạn hẹp trong lưu vực các sông O'Shannessy, Leichardt và Norman, Queensland trong lưu vực vịnh Carpentaria.
Chiều dài tối đa 7,5 xentimét (3,0 in). Sinh sống trong các con suối nước thường xuyên có mức độ đục tù trung bình tới cao. Cũng được tìm thấy trong thảm thực vật ở rìa lạch hay sông. Có thông tin cho rằng nó là loài cá ăn thịt.